# Hôtel Morel dit Pichon-Longueville
Pour les articles homonymes, voir Pichon et Longueville.
Ne doit pas être confondu avec l'hôtel Pichon, autre hôtel particulier de Bordeaux.
L'hôtel Morel, dit Pichon-Longueville, appelé aussi hôtel Montméjan, est un hôtel particulier du XVIIIe siècle, situé 9 rue Poquelin-Molière, à Bordeaux, en France.
Ce bâtiment fait l’objet d’une inscription au titre des monuments historiques depuis le 22 mars 1930.

## Localisation
Cet hôtel est situé à Bordeaux, dans le quartier Saint-Christoly, au 9 rue Poquelin-Molière, anciennement rue Montméjan. Il est voisin de l’hôtel de Pichon-Longueville situé au 1 rue Poquelin-Molière, à l’angle de la rue Castillon.

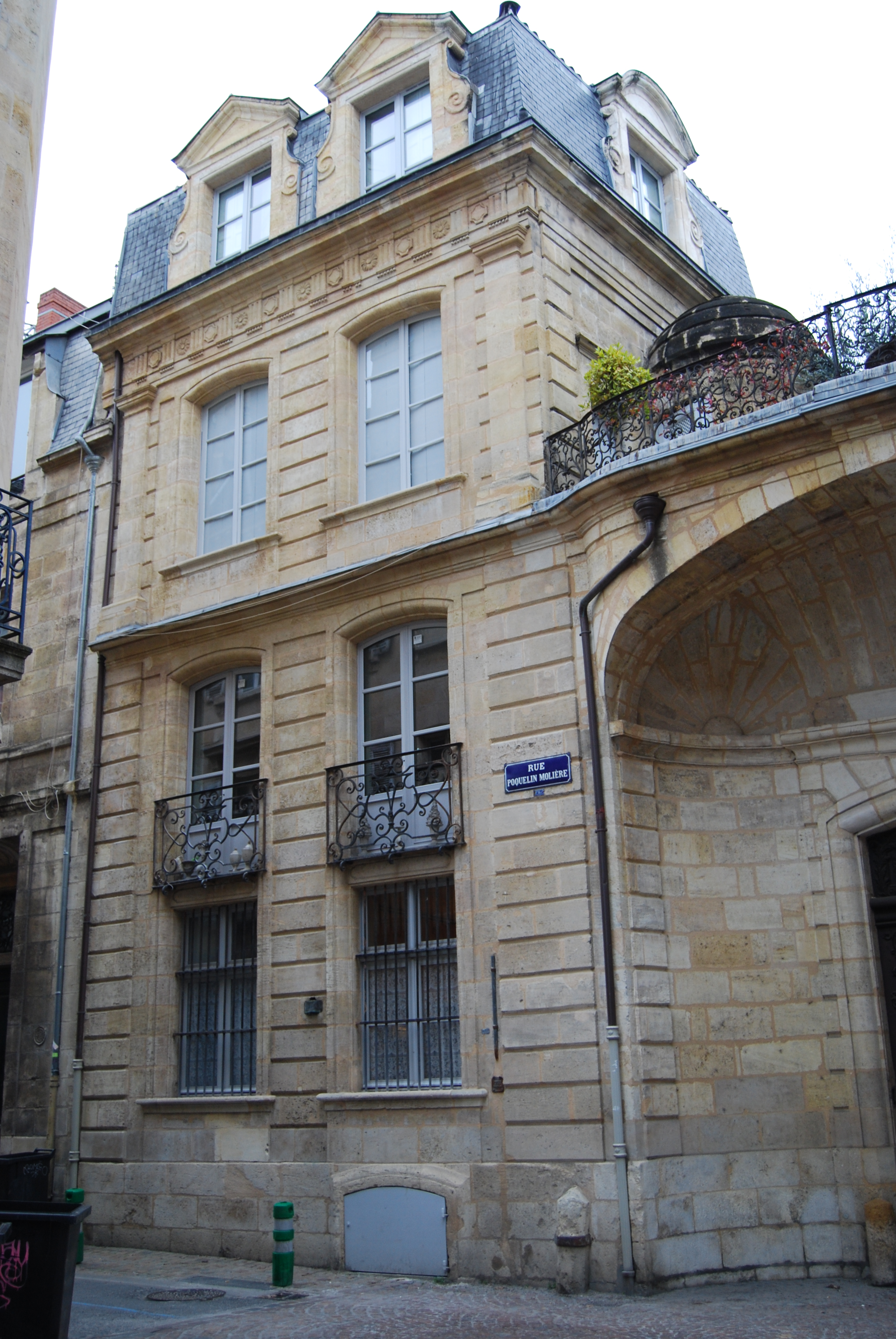
L’aile ouest.
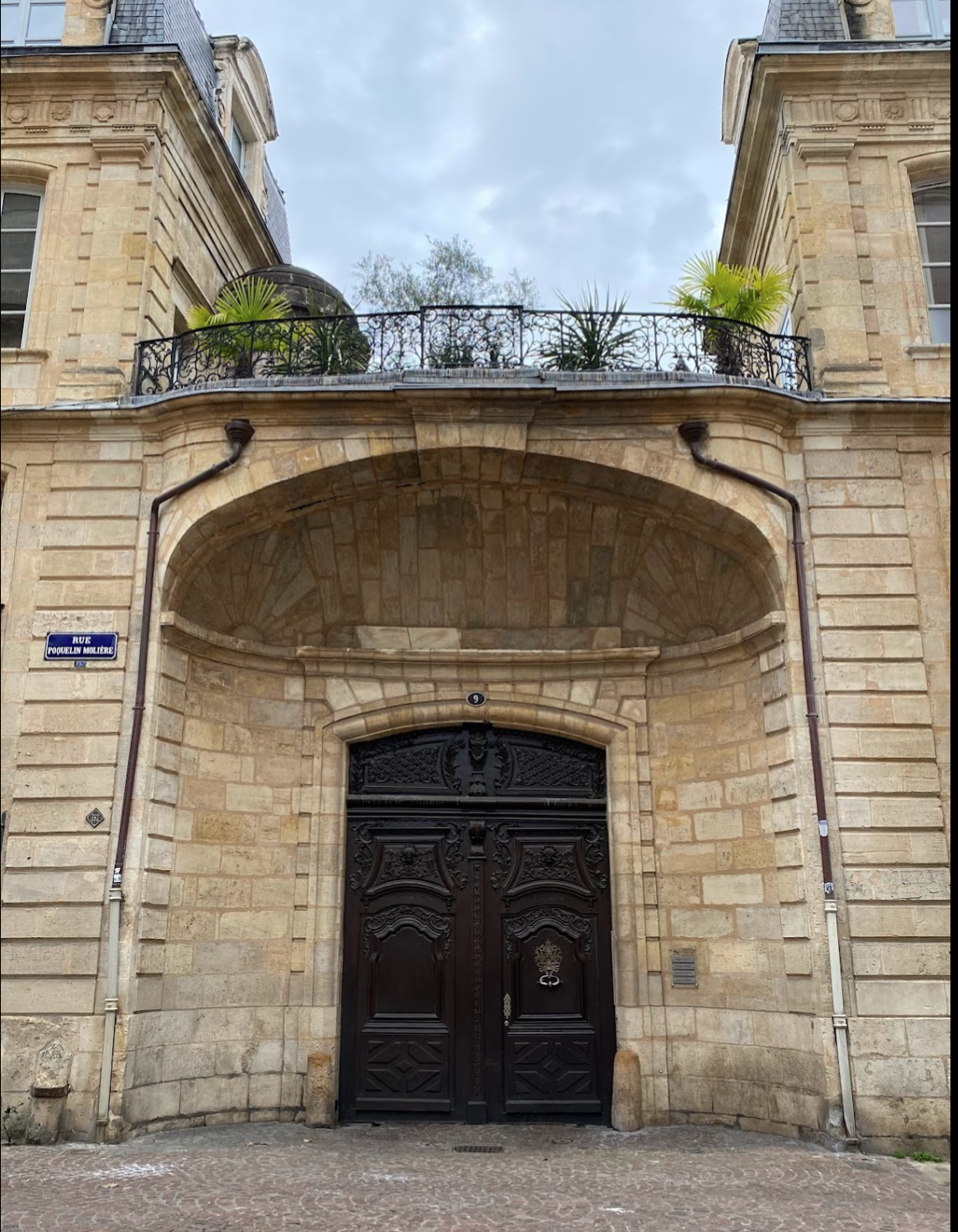
La façade sur la rue Poquelin-Molière.
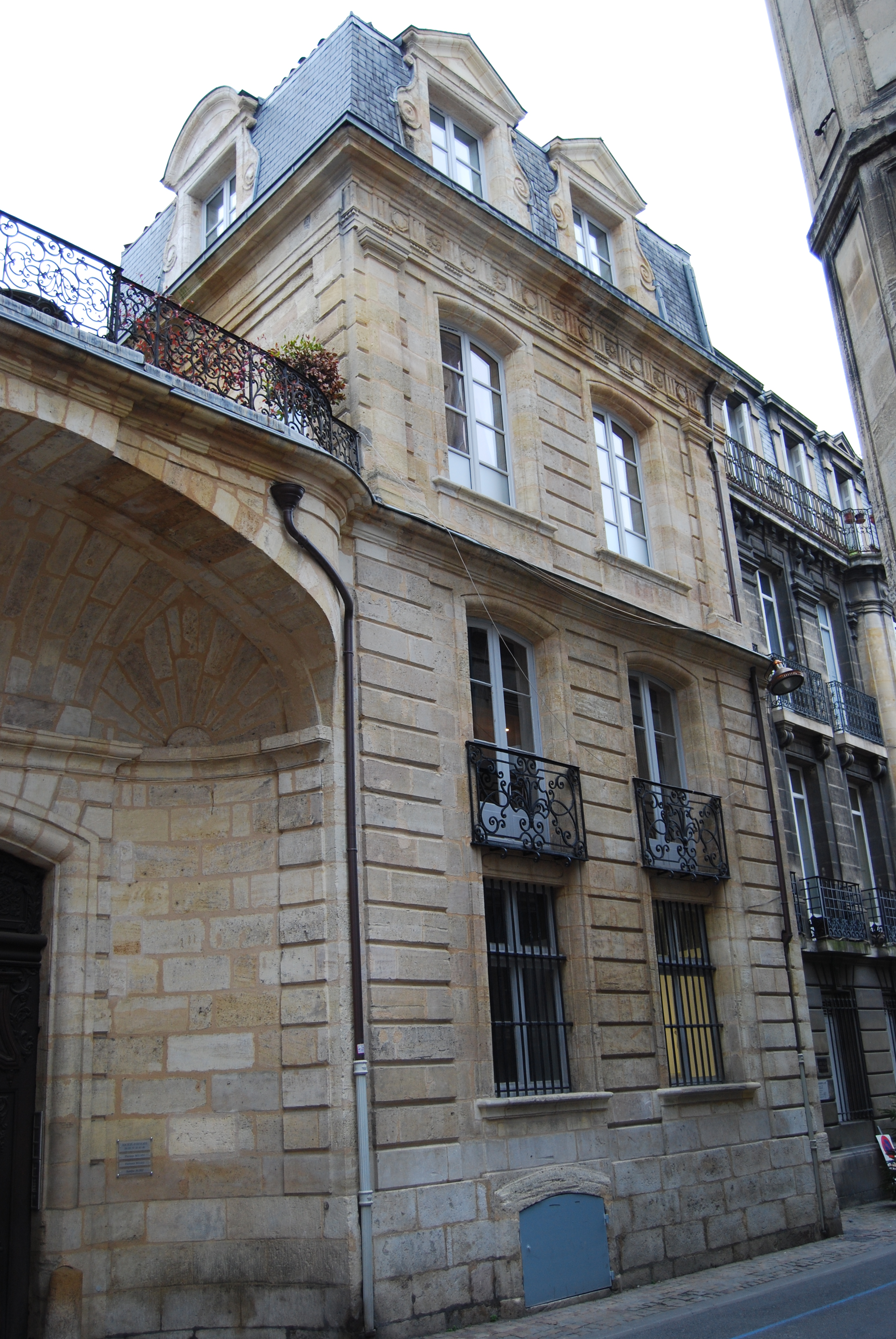
L’aile est.

## Historique
L’hôtel est construit pour Jean Morel-Rigaudie, receveur des tailles pour le Condomois et le Bazadais. Le 20 septembre 1727, il acquiert, par échange, le terrain du jeu de paume de Nicolas Barbarin, jeu de paume qui a hébergé la troupe de Molière en 1656 et a subi un incendie en 1716. Jean Morel-Rigaudie y fait construire un hôtel à usage d’habitation et de bureau de recette des tailles dont il a la charge.
L’hôtel passe ensuite à ses fils Jean et Matthieu-Marcel puis à J.-B. Boubée de Brouquens, receveur des tailles. En 1784, l’hôtel est acheté au tribunal par Jean Gélibert qui le revend en 1837 au baron de Cursol, descendant d’une famille de parlementaires bordelais,.
En 1853, le baron de Cursol cède l’hôtel à la baronne Georgina Dudon. Il passe ensuite par succession à son neveu René de Roussy puis, en 1915, au filleul de ce dernier, Léon de Loth.
Depuis le milieu du XXe siècle, plusieurs propriétaires se sont succédé.

## Architecture
L’hôtel est construit entre 1727 et 1730. L’architecture en est remarquable car elle témoigne des goûts esthétiques des architectes avant l’arrivée de l’architecte Jacques Gabriel en 1735.
L’hôtel, entre cour et jardin, présente un corps de bâtiments sur les trois côtés d’une cour assez vaste. Les deux ailes surmontées de toits à la Mansart encadrent du côté de la rue une terrasse bordée d’un balcon en fer forgé portant les initiales MR (pour Morel-Rigaudie) et reposant sur une voussure qui supporte une porte cochère.
La porte cochère est remarquable par la qualité de la menuiserie : l’imposte est sculptée de quadrillage à rosettes et les vantaux sont ornés de mascarons coiffés de plumes et de bossages. Le heurtoir, remarquablement ciselé, est attribué à Jayler ou Darroux, artisans d’art de la ferronnerie à Bordeaux au XVIIIe siècle.
Dans l’aile est, un escalier avec sa rampe en fer forgé est une œuvre d’art de la  ferronnerie du XVIIIe siècle à Bordeaux.